# Burnham Martin
Burnham Martin (* 10. August 1811 in Williamstown, Vermont; † 12. November 1882 in Chelsea, Vermont) war ein US-amerikanischer Anwalt, Politiker und Landwirt, der von 1858 bis 1860 Vizegouverneur von Vermont war.

## Leben
Er war ausgebildeter Sattler und arbeitete in Saratoga Springs, New York und in Fayette County (Ohio) in den 1830er und 1840er Jahren. Auch unterrichtete er an einer Schule. Nach einem Jura-Studium und der Zulassung als Anwalt, trat er der Whig Party bei und war als Staatsanwalt von Fayette County von 1841 bis 1843 tätig. Er war von 1843 bis 1845 Abgeordneter im Repräsentantenhaus von Ohio und Senator von 1845 bis 1847 im Senat von Ohio.
Nach seiner Rückkehr nach Vermont ließ er sich in Chelsea nieder und arbeitete dort als Anwalt und Landwirt. Auch war er die meiste Zeit seines Lebens in öffentlichen Ämtern aktiv. Zu diesen gehörten die Tätigkeiten als Friedensrichter, District Attorney für das Orange County (Vermont) von 1849 bis 1850 und 1853 und Stadtschreiber von 1857 bis 1858.
Im Repräsentantenhaus von Vermont war er für Chelsea im Jahr 1857 Abgeordneter. Er wurde zum Vizegouverneur für die Vermonter Republikanische Partei gewählt und übte das Amt von 1858 bis 1860 aus. Senator im Senat von Vermont war er von 1866 bis 1867.
Vorn 1872 bis zu seinem Tod war er Stadtschreiber in Chelsea. Erneut Abgeordneter im Repräsentantenhaus von Vermont war er im Jahr 1876.
Martin war Mitglied der Bennington Battle Monument Commission. und war als Sekretär aktiv in der landwirtschaftlichen Gesellschaft von Orange County

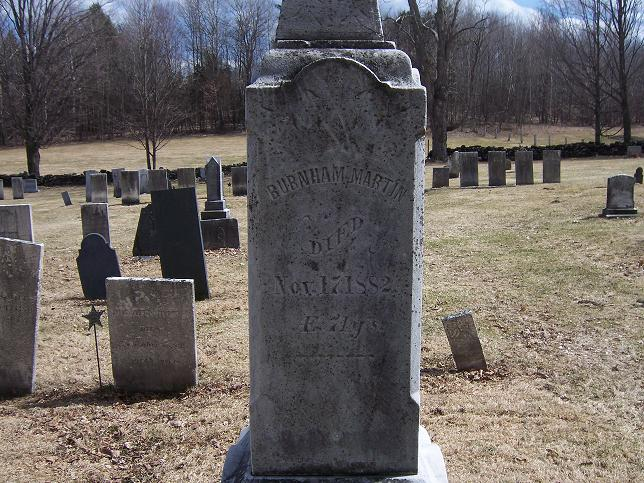
Grabstein von Burnham Martin

Burnham Martin starb in Chelsea am 17. November 1882.  Sein Grab befindet sich auf dem Williamstown’s West Hill Cemetery.
Martins Vorname wird verschiedentlich „Burnham“ oder „Burnam“ geschrieben. Auf seinem Grabstein steht „Burnham“.

## Little World’s Fair
Im Jahre 1867 bei einer Rede auf der Landwirtschaftsmesse in Tunbridge, beschrieb Martin die Veranstaltung als eine „little World’s Fair“ (kleine Weltausstellung). Dieser Name wurde bald der offizielle Name der jährlichen Messe, die noch bis zum heutigen Tag gehalten wird. Dieses Ereignis ist auf einer historischen Markierung am Rand des Messegeländes in Tunbridge aufgezeichnet.